# 境関
境関（さかいぜき）は、青森県弘前市の地名。郵便番号は036-8076。

## 地理
平川沿い西側に位置し、東は田舎館村・平川市に接する。西から北にかけて撫牛子、北東は田舎館村大袋、東南は平川市日沼、南は福田・末広、南西は和泉、西は堅田に接する。

### 大字
小字として亥ノ宮・川部・鶴田・富岳・富田・豊川・西田がある。

## 沿革
- 1889年（明治22年） - 豊田村の一部。
- 1891年（明治24年） - 人口422で、戸数55、厩12。
- 1955年（昭和30年） - 弘前市の大字になる。

## 世帯数と人口
2017年（平成29年）6月1日現在の世帯数と人口は以下の通りである。
| 丁目・大字       | 世帯数  | 人口  |
| ---------------- | ------- | ----- |
| 境関一丁目       | 60世帯  | 105人 |
| 境関（小字全域） | 243世帯 | 571人 |
| 計               | 303世帯 | 676人 |

## 商業

### 医療
- サカエ薬局
- 弘前記念病院

### 福祉
- グループホームアップルハウス

### 商業
- 境関温泉
- イエローハット弘前店
- ローソン
- ヤマト運輸弘前城東営業所
- 日産サティオ弘前マイカーセンター
- 黒石貨物自動車弘前営業所
- 丸祐運輸中央物流センター
- 近物レックス弘前営業所
- 日産サティオ弘前本社・弘前店
- 弘前駅前タクシー本社
- 東日流青果
- 北日本青果

### 工業
- ラグノオささき境関工場

キタエアップル
- キタエアップル第一FACA冷蔵庫
- キタエアップル第三C・A冷蔵庫
- キタエアップルパッキングハウス第四選果場
- キタエアップル第五C・A冷蔵庫
- キタエアップル第五パッキングハウス
- キタエアップル第六・第七C・A冷蔵庫
- 第八C・A冷蔵庫

### 農林
- 弘前地方森林組合

### 公共
- 弘前郵便局弘前境関支局

### その他
- 弘前浄化槽センター

## 小・中学校の学区
市立小・中学校に通う場合、学区は以下の通りとなる。
| 町丁       | 番・番地 | 小学校             | 中学校           |
| ---------- | -------- | ------------------ | ---------------- |
| 境関       | 全域     | 弘前市立福村小学校 | 弘前市立東中学校 |
| 境関一丁目 | 全域     | 弘前市立福村小学校 | 弘前市立東中学校 |

## 交通
- 弘南バス

福村入口、境関（弘前バスターミナル - 尾上線、他）停留所。